# Жътва в Кардитело
„Жътва в Кардитело“ (на италиански: Mietitura a Carditello) е картина на немския художник Якоб Филип Хакерт от 1791 г. Картината (219 х 141 cm) е изложена в Зала 43 на Национален музей „Каподимонте“ в Неапол, Италия. Използваната техника е маслени бои върху платно.

## История и описание
Назначен за художник в кралския двор на Неаполитанското кралство, Хакерт е изпратен в новопостроеното Кралско имение в Кардитело, за да изрисува фреските в салона на резиденцията. При военните действия, довели до обединението на Италия през 1861 г., голяма част от постройката е разрушена и трудът на художника е унищожен. Въпреки това се запазват няколко скици, включително „Жътва в Кардитело“, намираща се днес в Зала 42 на Кралския апартамент в Музей Каподимонте, Неапол.
Пасторалното призвание на имението е подчертано в платното: на преден план, сред видимите фигури, са Фердинанд I и Мария-Каролина Австрийска, облечени в дрехи на селяни, седнали на сянка под огромно дърво. Те са заобиколени от други членове на кралското семейство и от селяни, заедно в споделянето на работата на полето, сред бъчви, бали сено, магарета и волове.